# Puccinia gramminis
Puccinia gramminis là một loài Urediniomycetes trong họ Pucciniaceae. Loài này được Pers. miêu tả khoa học đầu tiên năm.
Đây là loài gây hại phát triển phổ biến ở Uzbekistan.